# Emil Theumer
Emil Theumer (12. června 1827 Kovářská – 28. března 1890 Ústí nad Labem) byl rakouský a český právník a politik německé národnosti, v 60. letech 19. století poslanec Českého zemského sněmu.

## Biografie
Profesně působil jako zemský advokát v Litoměřicích a politik. V zemských volbách v březnu 1867 byl zvolen na Český zemský sněm za kurii městskou (obvod Cvikov – Mimoň).
V 80. letech mu patřil objekt výletní restaurace (později Herzigova restaurace) u Ústí, kde v 70. letech pobýval spisovatel Karl May. Zemřel v březnu 1890.